# Stamboom Carolina van Bourbon-Parma (1974)
| Grootouders                                                           | Xavier van Bourbon-Parma (1889-1977) x 1927 Marie Madeleine Yvonne de Bourbon-Busset (1898-1984) | Bernhard van Lippe-Biesterfeld (1911-2004) x 1937 Juliana van Oranje-Nassau (1909-2004) |
| Ouders                                                                | Carel Hugo van Bourbon-Parma (1930-2010) x 1964 Irene van Oranje-Nassau (1939)                   | Carel Hugo van Bourbon-Parma (1930-2010) x 1964 Irene van Oranje-Nassau (1939)          |
| Carolina van Bourbon-Parma (1974) x 2012 Albert Brenninkmeijer (1974) |                                                                                                  |                                                                                         |
| Kinderen                                                              | Alaïa-Maria Irene Cécile (2014) Xavier Albert Alphons (2015)                                     | Alaïa-Maria Irene Cécile (2014) Xavier Albert Alphons (2015)                            |
| Kleinkinderen                                                         | -                                                                                                | -                                                                                       |